# Рай (Нью-Йорк)
Рай (англ. Rye) ― небольшой прибрежный город в округе Уэстчестер, штат Нью-Йорк, США. По оценкам некоторых ресурсов, отслеживающих жилищное строительство, население города составляет более 16 000 человек. Его плотность населения на площади 5,85 квадратных миль составляет примерно 2729,76 человека на кв. милю.
Рай примечателен своей набережной, которая занимает 60 процентов шести квадратных миль города и регулируется законом, принятым в 1991. В городе расположены две национальные исторические достопримечательности: район Бостон Пост-Роуд, который был объявлен национальной исторической достопримечательностью Службой национальных парков в 1993 году и поместье Джей, дом детства Джона Джея, основателя и первого Главного судьи Соединённых Штатов.
Плейленд ― исторический парк развлечений, признанный Национальным историческим памятником в 1987 году, также расположен в Рае.